# Cucullia biornata
Cucullia biornata là một loài bướm đêm trong họ Noctuidae.